# Tables séparées
Pour plus de détails, voir Fiche technique et Distribution.

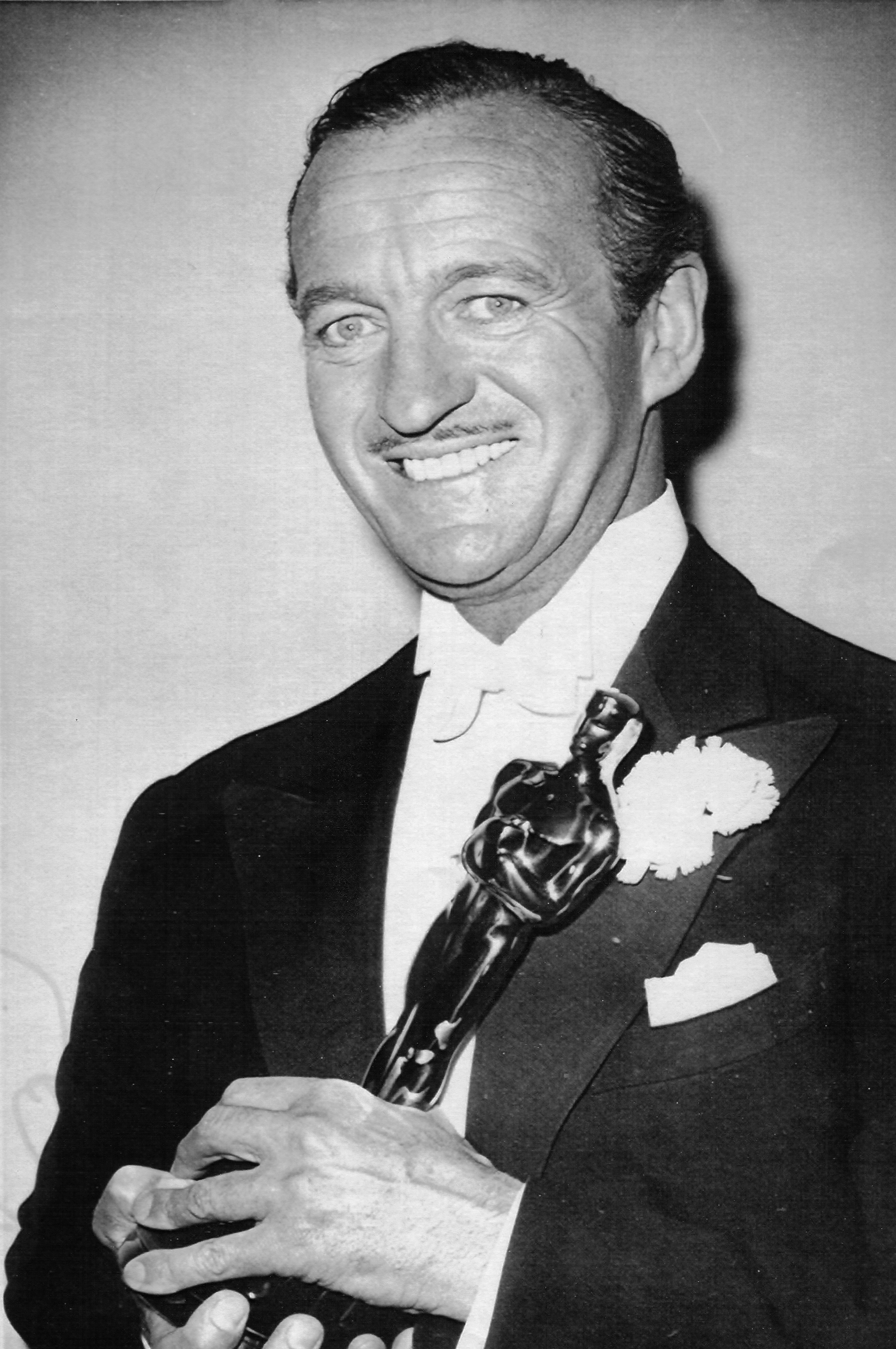
David Niven a reçu lOscar du meilleur acteur en 1959 pour le film

Tables séparées (Separate Tables) est un film américain réalisé par Delbert Mann, sorti en 1958.

## Synopsis
Dans une station balnéaire à Bournemouth sur la côte sud de l'Angleterre, quelques pensionnaires ont élu résidence à l'hôtel Beauregard. L'établissement tenu par Miss Cooper compte parmi ses pensionnaires, Mme Railton-Bell et sa fille Sybil, jeune fille timide dominée par sa mère, le major Pollock, un ancien militaire passant son temps à raconter son passé dans l'armée et John Malcolm, un écrivain tourmenté, fiancé à Miss Cooper. Alors que semble régner une certaine tranquillité, arrive Anne Shankland, une femme très chic qui se révèle être l'ex-femme de John. Elle tente de renouer avec lui. Et alors que Sybil éprouve une inclination pour le major, Mme Railton-Bell découvre que ce dernier vient d'être jugé pour conduite déplacée.

## Fiche technique
- Titre original : Separate Tables
- Titre français : Tables séparées
- Réalisation : Delbert Mann
- Scénario : John Gay, Terence Rattigan et John Michael Hayes (non crédité) d'après la pièce éponyme de Terence Rattigan
- Direction artistique : Harry Horner, Edward Carrere
- Costumes : Edith Head
- Décors : Edward G. Boyle
- Coiffure : Joan St. Oegger, Helene Parrish
- Photographie : Charles Lang Jr.
- Son : Fred Lau
- Musique : David Raksin
- Montage : Charles Ennis, Marjorie Fowler et George Boemler (non crédité)
- Production : Harold Hecht, James Hill
- Production associée : Harry Horner
- Société de production : Hecht-Hill-Lancaster, Clifton Productions, Norlan Productions
- Société de distribution : United Artists
- Pays de production :  États-Unis
- Langue : anglais
- Format : noir et blanc — 35 mm — 1,66:1 — son Mono (Westrex Recording)
- Genre : Drame
- Durée : 100 minutes
- Dates de sortie : 
  - États-Unis : 18 décembre 1958
  - France : 11 février 1959

## Distribution
- Rita Hayworth (VF : Danièle Roy) : Anne Shankland, l'ex-femme de John, venue prendre pension à l'hôtel Beauregard
- Burt Lancaster (VF : Claude Bertrand) : John Malcolm, un écrivain américain déchu et alcoolique
- Deborah Kerr (VF : Martine Sarcey) : Sibyl Railton-Bell, jeune femme célibataire, sous la coupe de sa mère
- David Niven (VF : Jacques Berthier) : Le major Pollock, un pensionnaire de l'hôtel Beauregard, qui se vante de ses exploits guerriers
- Wendy Hiller (VF : Lita Recio) : Pat Cooper, la gérante de l'hôtel Beauregard, que courtise John
- Gladys Cooper : Mme Railton-Bell, la mère autoritaire et pudibonde de Sibyl
- Cathleen Nesbitt : Lady Matheson, une pensionnaire de l'hôtel Beauregard
- Rod Taylor (VF : Jean-Louis Jemma) : Charles, un étudiant en médecine, le jeune mari de Jean
- Audrey Dalton : Jean, sa jeune fiancée, lasse de le voir étudier
- Felix Aylmer (VF : Paul Bonifas) : Mr Fowler, un professeur à la retraite, pensionnaire de l'hôtel Beauregard
- May Hallat (VF : Cécile Dylma) : Miss Meacham
- Priscilla Morgan : Doreen
- Hilda Plowright : Mabel

## Autour du film
- Le film est tiré d’une pièce à succès de Terence Rattigan, jouée à Londres et à Broadway. Composée de deux courtes pièces en un acte, chacune était axée sur un couple : le major Pollock et Sybil Railton-Bell, John Malcolm et Anne Shankland, les mêmes acteurs jouant les deux couples[1]. Rattigan céda les droits de la pièce à la condition d’en écrire l'adaptation cinématographique. Avec l'aide de John Gay et de John Michael Hayes, il rassembla les deux histoires en une seule, en ajoutant quelques personnages (traduit de wikipedia anglais).
- Burt Lancaster, qui avait fondé sa propre maison de production avec Harold Hecht et James Hill, produisit le film et engagea, pour conserver la touche britannique de la pièce, Laurence Olivier comme réalisateur et acteur pour le rôle du major Pollock, son épouse Vivien Leigh devant interpréter Anne Shankland[2]. Mais en raison « d’humeurs rédhibitoires »[3], des conflits éclatent entre Lancaster et Olivier, qui se retire[2] avec sa femme[4] au profit de Delbert Mann, qui avait emporté 4 Oscars pour le film Marty, déjà une production Hecht-Hill-Lancaster. James Hill proposa Rita Hayworth, son épouse, pour le rôle d’Anne Shankland.
Malgré leur différend, Laurence Olivier et Burt Lancaster, réconciliés[2], se retrouveront un an plus tard dans Au fil de l'épée, autre production de la Hecht-Hill-Lancaster[5].
- Delbert Mann, à propos de Rita Hayworth : « C’était un bon rôle pour elle à cause de l’âge du personnage, du fait qu’elle était toujours une femme fascinante, très élégante et raffinée, mais terriblement seule et effrayée. Ce sont aussi les caractéristiques du personnage, et elle pouvait donc les comprendre, se les approprier. J’avais l’impression, avec Rita, de quelqu’un qui cherchait quelque chose qu’elle ne trouvait pas dans sa vie personnelle, que plusieurs mariages malheureux ne lui avaient apporté. Le personnage de Tables séparées a peur d’être seul et a besoin de quelqu’un à qui s’accrocher, et c’est parce que Rita éprouvait ces mêmes sentiments qu’elle a su l’interpréter avec tant de véracité » [6]
- Tables séparées fut un succès critique et commercial, il rapporta plusieurs millions de dollars à la Columbia[7] et une pluie de nominations aux Oscars.
- Deux remakes avec le même titre furent tournés pour la télévision, l’un argentin en 1974 et l’autre américain en 1983 avec pour réalisateur John Schlesinger. Pour le téléfilm américain, les deux interprètes principaux jouent, comme dans la pièce, deux rôles à la fois. Ainsi Julie Christie joue Mme Shankland et Miss Railton-Bell, Alan Bates : John Malcolm et le Major Pollock et Claire Bloom : Miss Cooper.

## Récompenses

### Oscars
Tables séparées a reçu sept nominations et remporta 2 Oscars en 1959 : 
- Meilleur acteur  : David Niven
- Meilleure actrice dans un second rôle : Wendy Hiller

Il fut également nommé pour : meilleur film, meilleure actrice (Deborah Kerr), meilleur scénario adapté, meilleure photographie et meilleure musique de film.

### Golden Globes
- David Niven reçut le Golden Globe en 1959 du meilleur acteur dans un film dramatique.